# West Point, Arkansas
West Point là một thị trấn thuộc quận White, tiểu bang Arkansas, Hoa Kỳ. Năm 2010, dân số của thị trấn này là 185 người.

## Dân số
- Dân số năm 2000: 164 người.
- Dân số năm 2010: 185 người.